# Fabian Diehm
Fabian Diehm (geboren am 6. Oktober 1997 in Ansbach) ist ein deutscher Goalballsportler.
Der sehbehinderte Diehm (funktionelle Klassifizierung B3) spielt beim RGC Hansa.
Er ist Mitglied der deutschen Nationalmannschaft.
Diehm ist gelernter Physiotherapeut.